# 耶日·鲁日茨基

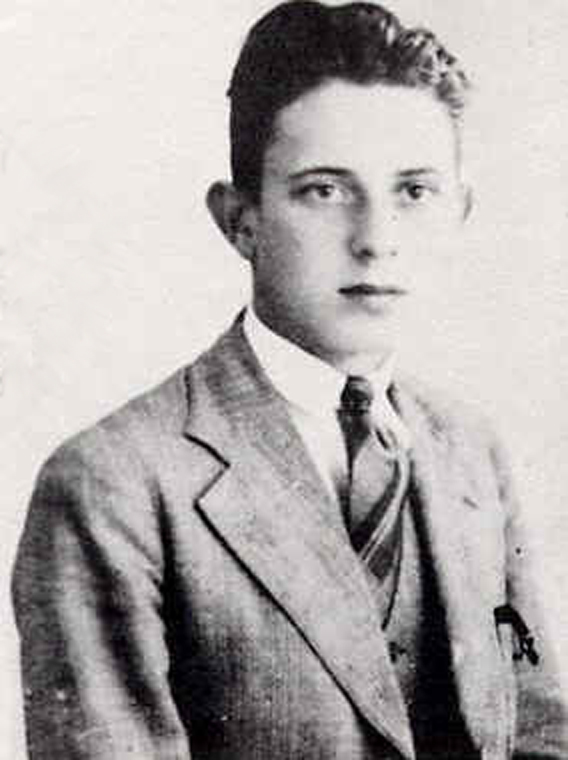
耶日·鲁日茨基。照片拍摄于1928年前后。

耶日·鲁日茨基（Jerzy Witold Różycki，1909年7月24日—1942年1月9日），波兰数学家和密码学家，20世纪30年代，他在波兰密码局与马里安·雷耶夫斯基、亨里克·佐加尔斯基等人一同进行了对德国Enigma密码的破译工作，并称为密码研究领域的“波兰三杰”。
鲁日茨基还与雷耶夫斯基一起设计了名为“炸弹”的Enigma密码分析仪器——「Bomba」。“炸弹”最初由六台以Enigma为基础改装的机器辅以其他一些设备组成，能够通过暴力搜索的方法机械验证出Enigma上所有转子的组合，在两个小时内找出密钥。
1939年9月1日德军入侵波兰后，鲁日茨基与雷耶夫斯基和佐加尔斯基带着他们的机器一同逃往罗马尼亚，而后穿越南斯拉夫和意大利的边界到达法国巴黎。在那里他们成立了Z小组，在法国维希的PC Bruno情报站继续进行破译Enigma和改进 “炸弹”的工作达两年之久。这期间，他们破译了九千余条德军情报，直接或间接导致了德军在南斯拉夫、希腊和苏联的惨败，有力地支持了盟军在北非开辟战场的作战计划。
1941年下半年，鲁日茨基来到法属阿尔及利亚的一个Z小组的Enigma监听站工作。1942年1月9日，鲁日茨基乘Lamoriciere号轮船返回法国，途中轮船在Balearic岛附近撞上水下不明物体（礁石或水雷），鲁日茨基和另外两名密码分析专家连同船上两百余名乘客一同遇难。
2000年7月17日，波兰政府向雷耶夫斯基、鲁日茨基和佐加尔斯基追授波兰最高勋章。2001年4月21日，雷耶夫斯基、鲁日茨基和佐加尔斯基纪念基金在波兰华沙设立，基金会在华沙和伦敦设置了纪念波兰数学家的铭牌。

## 参阅
- Enigma
- 马里安·雷耶夫斯基
- 亨里克·佐加尔斯基